# Yushania crispata
Yushania crispata är en gräsart som beskrevs av Tong Pei Yi. Yushania crispata ingår i släktet yushanior, och familjen gräs. Inga underarter finns listade i Catalogue of Life.